# VfL Neustadt bei Coburg
VfL Neustadt bei Coburg was een Duitse voetbalclub uit de stad Neustadt bei Coburg. De club was tussen 1923 en 1933 actief op het hoogste niveau.

## Geschiedenis
De club werd op 20 april 1907 opgericht als FC Adler Neustadt. In 1910/11 nam de club deel aan het eerste kampioenschap van Zuid-Thüringen. Na de heenronde trok de club zich echter terug, resterende wedstrijden werden als overwinning voor de  tegenstander gespeeld. De club keerde terug in 1912/13 en won alle drie de wedstrijden. Om een onbekende reden werd echter Coburger FC 1907 tot kampioen uitgeroepen. Het volgende seizoen nam de club niet deel. 
Op 18 juli 1919 fuseerde de club met VfB Neustadt tot SV 07 Neustadt. VfB werd op 8 januari 1919 opgericht en slorpte op 13 maart Ball-SpVgg Coburg op, dat op 23 mei 1913 opgericht werd. In 1920 nam de club deel aan de tweede klasse van de Kreisliga Thüringen en bleef zo in de Midden-Duitse competitie  ondanks het feit dat Neustadt vanaf 1920 in Beieren kwam te liggen en de club zich zou moeten aansluiten bij de Zuid-Duitse voetbalbond. In 1922 kon de club promotie afdwingen en eindigde in de Kreisliga, die in meerdere groepen verdeeld was, eerste samen met VfB Coburg. De club verloor de wedstrijd om de groepswinst echter. Na dit seizoen werd de Kreisliga ontbonden en werd de Zuid-Thüringse competitie als Gauliga Südthüringen heringevoerd. 
De club eindigde zesde in het eerste seizoen. Hierna splitste een deel van de spelers zich als SC Fröhlich Neustadt van de club af. De club bleef in de betere middenmoot eindigen. Van 1927 tot 1929 speelde ook SC Fröhlich in de Gauliga en op 14 april 1929 fuseerden beide clubs tot VfL Neustadt. De club werd kampioen in 1930/31. Hierdoor plaatste de club zich voor de Midden-Duitse eindronde. Neustadt verloor in de eerste ronde van FC Thüringen Weida. De volgende twee seizoenen werd de club telkens vicekampioen achter SV 08 Steinach.
In 1933 werd de competitie geherstructureerd. De Midden-Duitse bond werd ontbonden en de vele competities werden vervangen door de Gauliga Mitte en Gauliga Sachsen. Uit Zuid-Thüringen kwalificeerde enkel de kampioen zich voor de Gauliga Mitte. Als vicekampioen zou de club zich geplaatst hebben voor de Bezirksklasse Thüringen, maar de overheid besliste om ook enkele grenscorrecties uit te voeren en aangezien Neustadt al 13 jaar in Beieren lag werd de club overgeheveld naar de Sportgau Bayern. Deze was een van de sterkere competities van het land en de club kreeg nu dus zware concurrentie. In 1939 slaagde de club er dan toch in om kampioen te worden, maar kon via de eindronde geen promotie afdwingen. 
Na de Tweede Wereldoorlog promoveerde de club in 1950 naar de Amateurliga Bayern en werd meteen kampioen maar promoveerde niet naar de tweede klasse van de Oberliga Süd. In 1954 promoveerde de club naar de II. Division en verbleef daar tot 1963. Beste plaats was de derde in 1958.
In 1963 eindigde de club op de twaalfde plaats. Dit volstond niet voor de nieuwe Regionalliga Süd, die de tweede klasse werd onder de nieuwe Bundesliga. Na twee jaar in de Bayernliga degradeerde de club naar de Landesliga en in 1971 naar de Bezirksliga. Na één jaar afwezigheid promoveerde de club weer en in 1978 werd VfL vicekampioen. In 1981 degradeerde de club weer uit de Landesliga.
Op 1 juli 2003 fuseerde de club met de voetbalafdeling van TB Wildenheid tot Kickers Neustadt-Wildenheid. Deze club sloot zich op 31 december 2007 bij TBVfL Neustadt-Wildenheid aan.

## Erelijst
Kampioen Zuid-Thüringen
1931